# Arthur (prénom)
Pour les articles homonymes, voir Arthur.
Arthur est un prénom masculin. Il est fêté le 15 novembre dans la religion catholique en référence à Saint Arthur de Glastonbury.

## Sens et origine du nom
L'origine du prénom Arthur n'est pas déterminée avec certitude. La plupart des sources considèrent que cet anthroponyme est d'origine latine par le nom romain Artorius, porté entre autres par le général Lucius Artorius Castus. Selon certains spécialistes des langues celtiques comme Stefan Zimmer ou Xavier Delamarre, le nom latin Artorius serait lui-même d'origine celtique.
Cet emprunt au celtique aurait pu être pris du brittonique ou du vieil irlandais, c'est-à-dire un composé des éléments protoceltiques *artos (vieil irlandais art, gallois arth, breton arzh et le gaulois artos) signifiant « ours » > « guerrier » et le second élément, latinisé, dans Arto-ri(us) est peut-être le mot panceltique *rix / *rigos « roi » (cf. irlandais rí, génitif ríg, gallois rhy), soit *Arto-rix. Le second élément peut représenter également le vieil irlandais viros « homme » (semblable au latin vir). Sa signification globale serait donc celle de « roi des ours », « roi des guerriers » ou « homme-ours ». L'ours était autrefois un emblème royal chez les Celtes et les Indo-Européens, tout comme le lion le sera dans les monarchies européennes. Artio était d'ailleurs le nom de la déesse ourse celte.

## Variantes
En français, il existe la forme ancienne Artus , et le dérivé féminin Arthurine.

## Variantes linguistiques
- allemand, anglais, néerlandais : Arthur
- arménien : Արթուր ("Artour")
- basque : Artza
- breton : Arzhur
- chinois : 亚瑟 (Yàsè)
- corse : Orso
- espagnol, espéranto, italien : Arturo
- hongrois : Artúr
- occitan : Artús
- portugais, suédois, polonais : Artur
- russe : Артур
- romain antique : Artur castus
- grec : Αρθούρος

## Personnalités portant ce prénom
- Pour l'ensemble des articles sur les personnes portant ce prénom, consulter :
  - la liste des articles dont le titre commence par ce prénom
  - les listes produites par Wikidata : Liste des personnes de prénom « Arthur » — même liste en incluant les éventuels prénoms composés qui contiennent « Arthur ».

## Expressions liées au prénom
- Se faire appeler Arthur : se faire disputer. Selon Hervé Le Tellier, l’origine de l’expression remonte à la Seconde Guerre mondiale au cours de laquelle un couvre-feu est instauré à 20 heures. Le soldat allemand qui arrivait en retard était réprimandé par un cri « acht Uhr »[4].